# Colpo di Stato in Corea del Sud del 1961
Il colpo di Stato del 16 maggio 1961 (in coreano: 5.16 군사정변, O-illyuk gunsa-jeongbyeon) è stato un golpe militare avvenuto in Corea del Sud.
Fu organizzato e portato avanti dal militare Park Chung-hee insieme ad alcuni suoi colleghi. Il colpo di Stato ha rovesciato l'impotente governo democraticamente eletto del primo ministro Chang Myon e del neopresidente Yun Bo-seon, ponendo così fine fine alla Seconda Repubblica e portando al potere ad interim il Consiglio supremo per la ricostruzione nazionale guidato dallo stesso Park, che sarebbe diventato successivamente l'unico volto della Terza Repubblica sudcoreana.
Il colpo di Stato fu un momento di svolta nella storia della Corea del sud. Portò, infatti, al potere una nuova élite (quella dei militari) che avrebbe guidato il paese fino agli anni 90' e gettò le basi per la rapida industrializzazione che caratterizzò il governo di Park: ma, a causa delle mancate libertà e diritti civili e della soppressione della democrazia, che caratterizzò tutti i governi militari in Corea del Sud, la valutazione storica del golpe è molto controversa ancora tutt'oggi.

## Antefatti
Le cause del colpo di Stato possono essere analizzate sia in una dimensione a sé stante, sia nel contesto più ampio della storia della Corea del Sud post- liberazione nipponica. Mentre la Seconda Repubblica ha dato alla Corea del Sud un clima economico e politico molto incerto e problematico, incoraggiando quindi un colpo di Stato militare, le radici più profonde del golpe risalgono al governo di Rhee (Prima Repubblica), governo autoritario e corrotto, che però, secondo alcuni storici contemporanei come Yong Sup-han, avrebbe fortemente ispirato il colpo di Stato del 16 maggio.

### La Corea del Sud sotto Syngman Rhee
Dal 1948, la Corea del Sud fu governata dal politico Syngman Rhee, un anticomunista convinto già presidente del governo provvisorio della repubblica di Corea e che utilizzò la guerra che colpì la penisola per consolidare il suo potere politico nel paese. Rhee rappresentava principalmente gli interessi di una classe dirigente conservatrice, salita al potere durante l'occupazione americana. All'epoca questa nuova classe dirigente dominava la maggior parte della scena politica sudcoreana, vi erano infatti sia i sostenitori di Rhee che i suoi rivali del Partito Democratico. Rhee eliminò qualsiasi opposizione politica che potesse realmente mettere il suo potere in discussione, ordinando ad esempio l'esecuzione di Cho Bong-am, suo rivale politico alle elezioni presidenziali del 1956.
Probabilmente il più grande fallimento del governo di Rhee e dei suoi collaboratori fu lo stallo economico in cui fecero versare la Corea del Sud, in netto contrasto, ad esempio, con la politica giapponese che portò al successivo miracolo economico. Mentre la Corea era stata sviluppata grazie ai giapponesi durante il periodo di occupazione nipponico in modo intensivo dal punto di vista industriale, il governo Rhee ha fatto pochi sforzi per sviluppare l'economia sudcoreana, che rimase quindi povera e principalmente agricola. Questa mancanza di sviluppo spinse gli intellettuali e soprattutto gli studenti universitari a richiedere una riforma radicale della società e una profonda riorganizzazione della politica e dell'economica. Tali idee influenzarono fortemente un ufficiale dell'esercito sudcoreano, tale Park Chung-hee, che sarebbe poi stato il futuro leader del colpo di Stato del 16 maggio.

### I problemi sociali ed economici della Seconda Repubblica
Dopo le ennesime elezioni chiaramente truccate del marzo 1960, le crescenti proteste sfociarono nella cosiddetta Rivoluzione d'Aprile. Per evitare un bagno di sangue e una guerra civile vera e propria, Rhee, dopo aver subito pressioni dagli Stati Uniti affinché si dimettesse, cessò di essere presidente il 26 aprile dello stesso anno e scappò con l'aiuto delle forze americane nelle Hawaii, per evitare il linciaggio. Con Rhee fuori dai giochi, fu promulgata una nuova costituzione e fu istituita la Seconda Repubblica. Il nuovo governo democratico adottò un sistema parlamentare, in cui il potere esecutivo era conferito al primo ministro e al gabinetto. Con la schiacciante vittoria dei democratici sui liberali di Rhee nelle elezioni di agosto, fu eletto presidente Yun Bo-seon e primo ministro Chang Myon, già vicepresidente durante la Prima Repubblica.

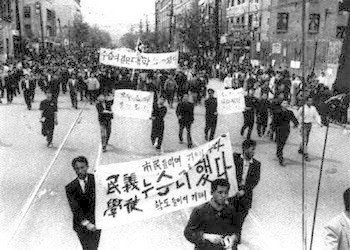
Corteo di dimostranti durante la Rivoluzione d'Aprile

Fin dai primi momenti, la Seconda Repubblica fu afflitta da problemi di svariata natura e la cattiva gestione di questi ultimi ne portò al definitivo collasso. L'economia sudcoreana, al posto di migliorare, peggiorò ancora di più a causa della forte inflazione e degli alti tassi di disoccupazione; dal dicembre 1960 all'aprile 1961, ad esempio, il prezzo del riso aumentò del 60%, mentre la disoccupazione rimase al di sopra del 23%. Al contempo si registrarono il doppio dei tassi di criminalità. A causa di tutto ciò, nel paese si verificò una grave mancanza dei beni di prima necessità. Chang Myon, nel frattempo, aveva organizzato delle epurazioni ai danni degli ex collaboratori di Rhee. Sfortunatamente per lui, tali epurazioni furono inefficaci e aspramente criticate dall'opinione pubblica. Così, sebbene Rhee fosse stato cacciato e fosse stato istituito un nuovo governo democratico, i collaboratori dell'ex dittatore continuarono a rimanere al potere e i problemi che la Corea del Sud doveva affrontare si stavano rivelando insormontabili per il nuovo governo.

### Atteggiamento dell'esercito
Un fattore determinante nell'aprire la strada al colpo di Stato fu l'atteggiamento dell'esercito sudcoreano stesso, che all'epoca era uno dei più grandi al mondo. I giovani ufficiali più riformisti consideravano gli alti generali molto corrotti dalla politica ed erano inclini a tramare contro di loro.
Dopo il rovesciamento del regime di Rhee e l'istituzione della Seconda Repubblica, i riformisti iniziarono a pretendere che gli alti comandanti fossero ritenuti responsabili dei brogli nelle elezioni presidenziali del 1960 e del 1956 e quindi arrestati. Park Chung-hee, che nell'esercito aveva un grado relativamente alto, dichiarò il suo sostegno ai riformisti chiedendo le dimissioni del capo di stato maggiore dell'esercito Song Yo-chan il 2 maggio. Il 24 settembre, ben sedici colonnelli, guidati da Kim Jong-pil, hanno chiesto le dimissioni del capo dello stato maggiore congiunto Choi Yong-hui in un incidente conosciuto come la "rivolta contro gli anziani" (in coreano: 하극상 사건; hageuksang sageon). Tale rivolta accelerò l'idea di un colpo di Stato, che ben presto Park avrebbe messo in atto.

## Pianificazione del golpe

### Le alleanze all'interno dell'esercito
La prima idea di un possibile colpo di Stato militare fu il cosiddetto "piano dell'8 maggio". Questo piano, che prevedeva il golpe l'8 maggio 1960, fu formulato e organizzato all'inizio del 1960 da ufficiali riformisti tra cui Park e mirava a spodestare Rhee dalla presidenza. Tale piano, però, non fu mai attuato, poiché fu presto soppiantato dalla Rivoluzione d'Aprile. Dal maggio all'ottobre 1960, tuttavia, Park, di stanza a Pusan, riunì una serie di ufficiali, a lui fedeli, per organizzare un nuovo piano per un altro colpo di Stato. Inoltre, si assicurò anche il sostegno del direttore del Pusan Daily News, con l'obiettivo di avere una base "propagandistica" per il suo colpo di Stato. Entro ottobre, Park aveva radunato ben nove ufficiali dell'esercito, tra cui il suo strettissimo collaboratore Kim Jong-pil.
Fortunatamente per lui, a novembre Park fu trasferito da Pusan a Seoul e, in una riunione del 9 novembre in cui aveva convocato tutti i suoi collaboratori nella sua nuova residenza nella capitale, il gruppo di golpisti decise che Park si sarebbe concentrato sul reclutamento di ufficiali di alto rango, mentre gli altri membri avrebbero reclutato ufficiali più giovani e di grado minore, al fine di creare delle cellule di nuovi golpisti all'interno e all'esterno di Seoul.

### Preparazione del colpo di Stato
Nel corso del semestre successivo, i piani del colpo di Stato divennero una sorta di segreto di Pulcinella all'interno delle forze armate, solamente alcuni generali di rango molto alto non ne erano a conoscenza. Al contempo, Park non riuscì a convincere il comando di controspionaggio e la nona divisione corazzata a unirsi al colpo di Stato, ma, nonostante entrambe le organizzazioni avversassero i piani che Park aveva per il paese, decisero di non riferire nulla ai piani alti. 

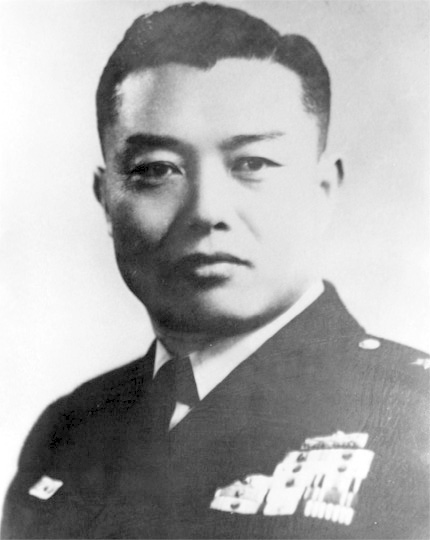
Il capo di stato maggiore Chang Do-yong

Mentre il 1960 volgeva al termine, Park iniziò ad informare gli ultimi generali rimanenti. Fra questi, trovò un grande sostenitore nel maggiore generale Lee Chu-il, con il quale Park concordò che, una volta avvenuto il colpo di Stato, il capo di stato maggiore Chang Do-yong sarebbe stato posto a capo del Consiglio rivoluzionario per ottenere l'appoggio totale dell'esercito. Nel marzo 1961, gli ufficiali golpisti si riunirono nel ristorante Chungmu-jang, a Seoul, e fissarono la data del 19 aprile per il colpo di Stato, aspettandosi significativi disordini quel giorno a causa dell'anniversario della rivoluzione d'aprile che aveva rovesciato il regime di Rhee. Park, in tutto questo lasso di tempo, si era anche assicurato il sostegno finanziario di importanti uomini d'affari, accumulando un totale di ben 7,5 milioni di hwan.
Infine, il 10 aprile 1961, Park decise di rivelare all'ultimo momento i piani del futuro golpe allo stesso Chang che, nonostante Park lo considerasse una persona fondamentale per la riuscita del colpo, non ne sapeva ancora niente. La risposta ambivalente che Chang diede a Park fu decisiva nel permettere che il colpo di Stato avesse luogo, infatti, pur non dichiarandosi apertamente favorevole al golpe, decise di non informare né il primo ministro né il presidente e di non arrestare i cospiratori.
La data del 19 aprile passò, però, senza i disordini previsti e i golpisti riprogrammarono il colpo di Stato per il 12 maggio.

### Il fallito colpo di Stato del 12 maggio
Poco tempo dopo l'anniversario dalla rivoluzione d'aprile, il cosiddetto "piano del 12 maggio" venne alle orecchie del primo ministro Chang Myon e del ministro della difesa Hyeon Seok-ho grazie al reparto delle forze di sicurezza, che decisero all'ultimo di tradire Park. Fortunatamente per lui, Chang Do-yong convinse Chang Myon a pensare che le informazioni delle forze di sicurezza fossero troppo vaghe e inaffidabili. Il primo ministro decise, quindi, di non iniziare un'indagine su quanto gli era stato comunicato e dichiarò che la notizia fosse un falso allarme. Per non rischiare, i cospiratori rinviarono nuovamente il colpo di Stato, fissandolo per le 3 del mattino del 16 maggio. 

## Il giorno del 16 maggio
Il golpe fu ancora una volta ostacolato da alcuni traditori di Park. La mattina presto del 16 maggio, il comando di controspionaggio, che Park non era riuscito a reclutare ma che ne aveva ottenuto il silenzio, lanciò un allarme nazionale, dichiarando che era in corso un ammutinamento e inviò un distaccamento di polizia militare al fine di arrestare i colpevoli. Park, quindi, si spostò nel quartier generale di Seoul per assumere direttamente il controllo delle operazioni del colpo di Stato. Nel quartier generale sostava ancora la maggior parte della polizia militare che doveva arrestare i golpisti. Park decise di tenere un discorso a tutti i soldati riuniti nella speranza di convincerli ad unirsi al colpo di Stato. Qui di seguito è scritto ciò che disse:
Abbiamo aspettato che il governo riportasse l'ordine nel Paese. Il Primo Ministro e i suoi Ministri, tuttavia, sono impantanati nella corruzione e stanno portando il Paese sull'orlo del collasso. Ci solleveremo contro il governo per salvare il Paese! Possiamo raggiungere i nostri obiettivi senza nessuno spargimento di sangue. Unitevi a questo esercito rivoluzionario per salvare il paese! —  Park Chung-hee
Tale discorso ebbe un tale successo tra i soldati che anche la stessa polizia militare decise di unirsi alla sua causa. Con il quartier generale ora sotto il suo controllo, Park scelse il colonnello a lui fedele Kim Jae-chun per organizzare l'avanguardia per l'occupazione di Seoul e inviò un messaggio a Chang Do-yong, minacciandolo di dichiarare apertamente il suo sostegno al colpo di Stato o di subire quello che lo stesso Park definì "delle conseguenze". A quel punto, Park ordinò al comando delle forze speciali di attraversare il fiume Han e di occupare la Casa Blu, residenza presidenziale. Nel frattempo, una brigata di artiglieria mise in sicurezza le aree del centro di Seoul a nord dell'Han. Alle 4:15 (21:15 ora italiana), dopo un breve scontro a fuoco con la polizia militare ancora leale al governo su un ponte sul fiume Han, le forze di Park occuparono i più importanti edifici amministrativi. I golpisti procedettero quindi a occupare la sede della Korean Broadcasting System, l'ente televisivo pubblico sudcoreano, emettendo un messaggio che annunciava la presa del potere da parte del comitato rivoluzionario militare.

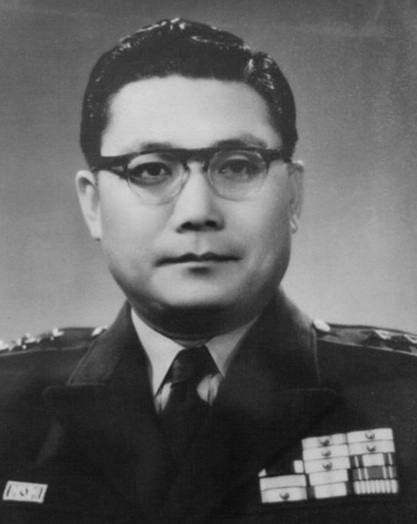
Il generale Lee Han-lim, l'unico comandante che si dichiarò pubblicamente contro il colpo di Stato

La trasmissione delineò gli obiettivi politici del colpo di Stato, tra cui l'anticomunismo, il rafforzamento dei legami con gli Stati Uniti, l'eliminazione definitiva della corruzione politica, la costruzione di un'economia nazionale autonoma e la riunificazione coreana. La proclamazione fu emessa a nome di Chang Do-yong, che venne indicato come il capo del Comitato militare rivoluzionario.
Dopo questa trasmissione, la Seconda Repubblica implose rapidamente. Il primo ministro Chang Myon fuggì da Seoul subito dopo aver saputo del colpo di Stato e il presidente Yun Bo-seon, vedendo che ormai non c'era più nulla da fare, lo accettò passivamente. Ciò gli rese possibile rimanere presidente ancora per tre anni, fino al 1963, anche se fu privato di ogni potere effettivo. Al contrario, il generale Lee Han-lim, ancora fedele alla Seconda Repubblica, decise di mobilitare i soldati a lui fedeli per sopprimere il colpo di Stato, ma fece marcia indietro quando capì che un possibile scontro fra le forze armate sudcoreane poteva portare a un attacco nordcoreano. Fu arrestato due giorni dopo il golpe. Ormai ben venti divisioni di golpisti pesantemente armate controllavano Seoul e il resto della Corea del sud, impedendo così ogni possibilità di una repressione del colpo di Stato.
Dopo tre giorni di clandestinità, Chang Myon riapparve in pubblico per annunciare le proprie dimissioni da primo ministro e cedere il potere definitivamente alla nuova giunta militare. I cadetti dell'esercito marciarono per tutta la giornata attraverso le strade di ogni città sudcoreana proclamando la nascita della Terza Repubblica. Il colpo di Stato del 16 maggio era stato ormai effettuato.

## Conseguenze

### Consolidamento e lotta per il potere

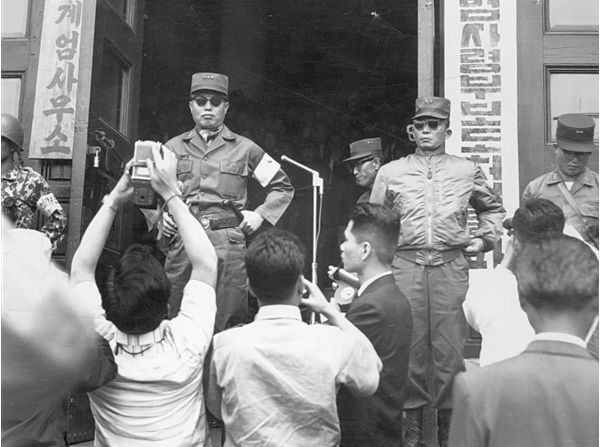
Chang Do-yong (a sinistra) e Park Chung-hee (a destra) in una foto del 20 maggio, 4 giorni dopo il golpe

Subito dopo il colpo di Stato, entrò in vigore la legge marziale. Il 20 maggio, il Comitato militare rivoluzionario fu ribattezzato Consiglio supremo per la ricostruzione nazionale (CSRN) e il giorno successivo fu istituito un nuovo gabinetto. Il generale Chang rimase capo di stato maggiore, come aveva stabilito Park, ma assunse anche le cariche aggiuntive di primo ministro e ministro della difesa. Pochi giorni dopo il 16 maggio, si stabilì che il CSRN fosse governato dai trenta ufficiali più alti in grado. Il CSNR assunse quindi ampi poteri che includevano il poter promulgare le leggi, nominare il gabinetto e supervisionare il funzionamento dell'amministrazione del governo nel suo insieme, diventando de facto l'organizzazione che controllava ogni aspetto politico del paese.
Il CSNR fu tuttavia teatro di un'intensa lotta interna per il potere e nel corso dei due mesi successivi Park progettò presto un rapido trasferimento di quest'ultimo nelle proprie mani. Il 6 giugno, il Consiglio supremo per la ricostruzione nazionale promulgò la legge sulle misure straordinarie per la ricostruzione nazionale, che privò Chang delle sue maggiori cariche politiche e militari. Gran parte di questa legge fu redatta da Yi Seok-che, fedelissimo alleato di Park, che operava su istruzione di quest'ultimo al fine di eliminare Chang da ogni aspetto della politica e dell'esercito sudcoreano. Ventisette giorni dopo, il 3 luglio, lo stesso Chang venne arrestato con l'accusa di un tentato contro-colpo di Stato, togliendolo definitivamente fuori dai giochi.

### La reazione degli Stati Uniti
Una delle prime cose che fece Park Chung-hee fu quella di assicurarsi il sostegno degli USA. Questo sostegno arrivò rapidamente, poiché già il 20 maggio il presidente John F. Kennedy inviò un messaggio al CSRN confermando l'amicizia fra i due paesi. Entro il 27 maggio, i leader del colpo di Stato erano fiduciosi nel sostegno americano e quindi sciolsero la legge marziale, imposta il giorno del golpe. Il 24 giugno, l'ambasciatore americano Samuel D. Berger arrivò a Seoul e, secondo quanto riferito, informò Park che gli Stati Uniti erano interessati a sostenere pubblicamente il suo governo. Infine, il 27 luglio, il Segretario di Stato Dean Rusk annunciò il riconoscimento ufficiale da parte degli Stati Uniti del nuovo governo sudcoreano in una conferenza stampa.

## Valutazione storica
Il colpo di Stato del 16 maggio ha portato al potere il primo di una serie di regimi militari che sarebbero durati fino al 1988. Ha anche fornito una base per il colpo di Stato del 12 dicembre effettuato da Chun Doo-hwan, futuro dittatore della Corea del sud. Con lo sviluppo di un'opposizione mal organizzata sotto il governo di Park e la sua successiva evoluzione nel Movimento per la democrazia di Gwangju, il colpo di Stato divenne oggetto di molte controversie, con molti oppositori al regime militare, come Kim Dae-jung, il colpo di Stato venne considerato un atto ingiustificato di violenza insurrezionale che ha rovesciato il primo governo genuinamente democratico della Corea del Sud. Altri, invece, sottolineano l'eredità positiva del colpo di Stato del 16 maggio, come la rapida industrializzazione della Repubblica di Corea e la natura non corrotta del governo Park. 

### Nome
Durante la dittatura di Chun Doo-hwan, il colpo di Stato venne chiamato dai media nazionali come "Rivoluzione del 16 maggio" (in coreano: 5.16 혁명; O ilryuk hyeokmyeong ), ma sotto l'amministrazione democratica dell'ex leader Kim Young-sam, il golpe venne rinominato come "colpo di Stato" o "insurrezione militare" (in coreano: 군사 정변; gunsa jeongbyeon). Park lo aveva chiamato "rivoluzione di maggio" e lo aveva definito come "un atto inevitabile... di autodifesa da e per il popolo coreano", e nei libri di storia stampati durante il suo regime, la "rivoluzione" venne presentata come il risultato della volontà dell'intera nazione sudcoreana. La ri-designazione del golpe da parte di Kim Young-sam ha condannato questa analisi definendo l'evento come un colpo di Stato vero e proprio. Questa lettura è utilizzata ancora tutt'oggi nei libri di storia sudcoreani.